# Tholing
Tholing és una ciutat del comtat de Zanda, prefectura de Ngari, a la zona oest de la Regió Autònoma del Tibet. Altres noms són: en tibetà: མཐོ་ལྡིང་, Wylie: mtho lding, literalment «lloc alt»; en xinès: 托林; en pinyin: Tuōlín, Toling, Tuolin, o Toding, alternativament Zanda, Tsanda, Tsada, o Zada, 
La ciutat era la capital del regne Guge del Tibet quan va ser governat per Langdarma. Ara es una ciutat militar aïllada i als afores es troba el monestir de Tholing, construït el 997 en el canyó del Sutlej, d'on va sorgir la «segona ona» del budisme en el Tibet.

## Història
La ciutat, el monestir, i Tsaparang conformaven una fortalesa rocosa que va tenir un paper important en la història del budisme tibetà a l'oest del Tibet. Tholing i Tsaparang era les ciutats capitals del regne de Guge Regne els segles x i xi, època en què es va desenvolupar el budisme com a model per a la civilització; alhora Tholing era un important centre de la ruta comercial entre l'Índia i el Tibet. El regne Guge decaure a la darreria del segle xvii, després de la invasió per part de l'exèrcit Ladakh, que la va reanomenar Zanda i annexar al seu regne el 1630. Zanda és ara una ciutat militar xinesa.

## Geografia

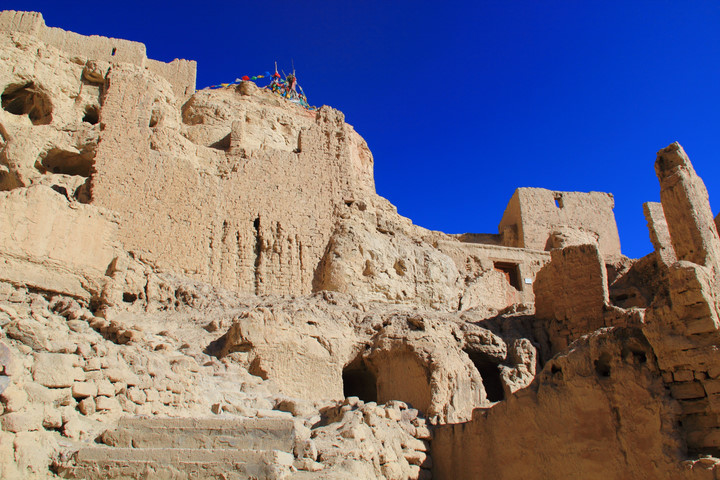
Ruïnes del regne Guge

En mapes recents només es fa servir el nom de Zanda, situada sobre una elevació de 3.660 msnm. Entre aquestes elevacions de roca i l'altiplà conformada per diverses regions, es poden trobar coves i ruïnes de diverses stupes a prop del riu de Sutlej; les edificacions van ser gairebé totalment destruïdes tot i així els murals originals que contenien, romanen en bones condicions.
Dins la vegetació de la localitat és significativa la presencia de pollancres.
Al sud de la ciutat hi ha un extens complex militar mentre que el poble tibetà es troba localitzat en l'extrem nord de la ciutat. El camí a Zanda es caracteritza per una elevada serralada coberta de neu d'entre 5,200-5,500 metres.
Al llarg de les pronunciades pendents es troba un canó que en el seu descens està connectat amb el riu Sutlej així com un extint riu que porta a l'entrada de la ciutat.

## Edificis
Les ruïnes del monestir de Tholing es localitzen dins dels límits de la ciutat mentre que les ruïnes dels monestirs de Tsparang i Gurugem s'ubiquen a 20 quilòmetres de la regió de Zanda. A causa del seu deteriorament i amb la finalitat de conservar aquest patrimoni, les visites a monestirs com el de Tholing i les ruïnes de Tsaparang estan restringides, pel que és necessari comptar amb un permís especial emès oficialment per l'Agència de Relíquies Culturals localitzada a la regió de Lhasa. El 2011, un informe publicat al Art and History of the Cultural History of Western Tibet, 8th to 15th century, and Cultural Preservation, declarà que l'estil de l'art a l'interior asiàtic va poder classificar-se després del descobriment de les pintures i murals trobades en els temples i coves a la zona de Zanda de Ngari. Cal esmentar que la majoria de l'art i arquitectura de l'antic imperi budista van ser destruïts durant la Revolució Cultural Xinesa.